# AIR Studios
Gli AIR Studios sono gli studi di registrazione discografica della Associated Independent Recording (AIR), una compagnia indipendente di registrazione fondata a Londra nel 1965 dal produttore George Martin e dal suo socio John Burgess, dopo che entrambi ebbero lasciato la EMI.

## Storia

### Oxford Street (1970-1991)
Gli studi furono aperti nel 1970 al quarto piano del numero 214 di Oxford Street; all'inizio erano composti da quattro sale di registrazione e in seguito si dotarono di una sala di programmazione MIDI. Le sale più grandi misuravano rispettivamente 17,7 metri × 9,8 e 9,15 × 8,54. Gli studi erano dotati fra l'altro di due pianoforti Bösendorfer e di un mixer a 56 canali preparato appositamente per gli studi dall'azienda Neve Electronics.

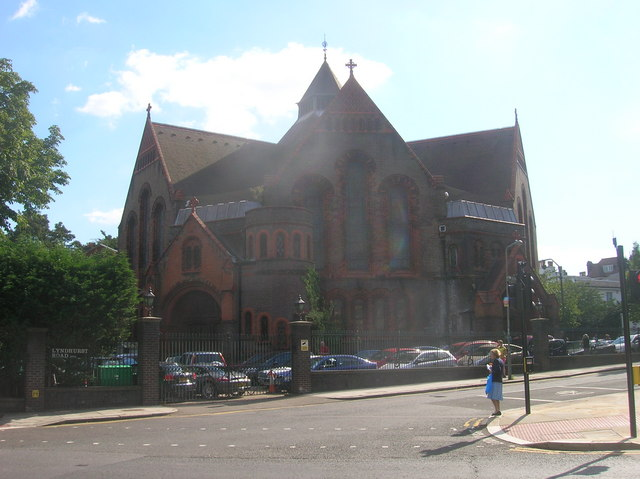
Lyndhurst Hall, attuale sede degli AIR Studios a Londra

### Montserrat (1976-1989)
La AIR aprì nel 1976 un secondo studio nell'isola caraibica di Montserrat. Martin si era innamorato del posto e intendeva offrire ai musicisti la possibilità di registrare in un luogo esotico lontano da tutto e tutti. Lo studio fu dotato di macchinari analoghi a quelli presenti a Oxford Street e, nei sette anni in cui rimase aperto, ospitò le registrazioni di artisti di livello internazionale tra i quali Status Quo, Elton John, Dire Straits, Duran Duran, Paul McCartney, Rush, The Police, Rolling Stones, Pink Floyd, Black Sabbath, Little River Band, Sheena Easton, Luther Vandross, ABWH (Anderson, Bruford, Wakeman and Howe), Supertramp e Pooh. Distrutta dall'uragano Hugo nel settembre 1989, la struttura non venne più ricostruita.

### Lyndhurst Hall (dal 1991)
Nel 1991 la sede principale si trasferì da Oxford Street a Lyndhurst Hall, chiesa sconsacrata ed ex scuola per missionari sita nel sobborgo nordoccidentale londinese di Hampstead, progettata nel 1880 dall'architetto vittoriano Alfred Waterhouse (lo stesso che progettò il Natural History Museum di Londra), nonché monumento classificato al Grado II*.
Gli studi rimasero sotto il controllo di Martin fino al 2006, quando furono venduti a Richard Boote, già proprietario degli studi della Strongroom. La struttura è tuttora adibita alla registrazione di musica, come set cinematografico, per produzioni televisive e per la sonorizzazione di videogiochi.